# John Bowes
Pour le navire, voir John Bowes (vraquier).
John Bowes, né vers 1383 et mort en 1444, est un avocat et parlementaire anglais.

## Biographie
Issu de la petite gentry du Nottinghamshire, il pratique le droit dans ce comté. Député du Nottinghamshire à la Chambre des communes du Parlement d'Angleterre aux parlements de 1429, 1432, 1435 et 1439, il est élu président de la Chambre en 1435. Dans les années qui suivent il est nommé doyen des juges de la haute cour criminelle de Londres (la Old Bailey). Il est par ailleurs député de la cité de Londres à la Chambre des communes en 1442. Il meurt deux ans plus tard, sans descendance.